# دهستان گونگدو
دهستان گونگدو (به لاتین: Gongdue Gewog) یک دهستان در کشور بوتان است که در ناحیهٔ مونگار واقع شده‌است.